# Melissa Barbieri
Melissa Anne Barbieri, coniugata Hudson (Melbourne, 20 gennaio 1980), è una calciatrice e allenatrice di calcio australiana, portiere e assistente allenatore del Melbourne City.
Per 13 anni ha indossato la maglia della nazionale australiana, maturando 86 presenze tra il 2002 e il 2015, conquistando una coppa delle nazioni oceaniane nell'edizione di Australia 2003 e una del campionato dell'ASEAN nel 2008, disputando inoltre quattro campionati mondiali e un'Olimpiade, nel torneo di calcio femminile di Atene 2004.

## Palmarès

### Club
- Campionato australiano: 1

Melbourne City: 2019-2020

### Nazionale
- Coppa delle nazioni oceaniane femminile: 1

2003
- Campionato femminile di calcio dell'ASEAN: 1

2008
- Coppa d'Asia: 1

Campione: 2010

### Individuale
- Portiere della W-League australiana dell'anno: 2

2008-2009, 2013-2014